# Dee Ford
Dee Ford (Odenville, 19 marzo 1991) è un giocatore di football americano statunitense che milita nel ruolo di outside linebacker per i San Francisco 49ers della National Football League (NFL). Fu scelto come 23º assoluto nel Draft NFL 2014. Al college ha giocato a football alla Auburn University.

## Carriera

### Kansas City Chiefs
Ford fu scelto come 23º assoluto nel Draft 2014 dai Kansas City Chiefs. Il 24 maggio firmò un contratto quadriennale del valore di 8,158 milioni di dollari, inclusi 4,253 milioni di bonus alla firma. Debuttò come professionista subentrando nella sconfitta della settimana 1 contro i Tennessee Titans, senza fare registrare alcuna statistica. Nella sua prima stagione vide raramente il campo, mettendo a segno il primo sack nella settimana 15 contro i Raiders. La sua annata si chiuse con 7 tackle e 1,5 sack, non disputando alcuna gara come titolare. Lo divenne stabilmente nel 2016 terminando con un nuovo record in carriera di 10 sack.
Nell'ottavo turno della stagione 2018 Ford mise a segno un primato personale di 3 sack su Case Keenum dei Denver Broncos, venendo premiato come miglior difensore della AFC della settimana. Il giorno successivo fu premiato anche come difensore della AFC del mese in cui totalizzò 13 placcaggi, 5 sack e forzò 4 fumble. A fine stagione fu convocato per il suo primo Pro Bowl dopo avere chiuso con 13 sack e guidato la NFL con 7 fumble forzati.

### San Francisco 49ers
Il 12 marzo 2019 i Chiefs cedettero Ford ai San Francisco 49ers per una scelta del secondo giro del Draft 2020. Ford firmò poi un contatto quinquennale da 87,5 milioni di dollari. Il 2 febbraio 2020 scese in campo nel Super Bowl LIV in cui mise a segno 2 tackle ma i 49ers furono sconfitti per 31-20 dai Kansas City Chiefs.

## Palmarès

### Franchigia
- National Football Conference Championship: 1

San Francisco 49ers: 2019

### Individuale
- Convocazioni al Pro Bowl: 1

2018
- Difensore della AFC del mese: 1

ottobre 2018
- Difensore della AFC della settimana: 1

8ª del 2018
- Leader della NFL in fumble forzati: 1

2018